# Olympische Winterspiele 2022/Eishockey
Bei den XXIV. Olympischen Winterspielen 2022 in Peking wurden zwei Wettbewerbe im Eishockey ausgetragen. Beim Turnier der Männer traten zwölf Nationalmannschaften an, das Frauenturnier wurde mit zehn Mannschaften ausgetragen.
Die Teilnehmer der Turniere ergaben sich aus dem Stand der IIHF-Weltrangliste des Jahres 2019 bei den Herren und des Jahres 2020 bei den Frauen sowie aus den Ergebnissen der Qualifikationsturniere der Herren und Frauen. Zudem war für beide Turniere die Volksrepublik China als Ausrichter gesetzt.

## Zeitplan
| VR | Vorrunde | QVF | Qualifikation Viertelfinale | VF | Viertelfinale | HF | Halbfinale |  | Medaillenentscheidung |

| Zeitplan Eishockey | Zeitplan Eishockey | Zeitplan Eishockey | Zeitplan Eishockey | Zeitplan Eishockey | Zeitplan Eishockey | Zeitplan Eishockey | Zeitplan Eishockey | Zeitplan Eishockey | Zeitplan Eishockey | Zeitplan Eishockey | Zeitplan Eishockey | Zeitplan Eishockey | Zeitplan Eishockey | Zeitplan Eishockey | Zeitplan Eishockey | Zeitplan Eishockey | Zeitplan Eishockey | Zeitplan Eishockey |
| Wettbewerbe        | Februar 2022       | Februar 2022       | Februar 2022       | Februar 2022       | Februar 2022       | Februar 2022       | Februar 2022       | Februar 2022       | Februar 2022       | Februar 2022       | Februar 2022       | Februar 2022       | Februar 2022       | Februar 2022       | Februar 2022       | Februar 2022       | Februar 2022       | Februar 2022       |
| Wettbewerbe        | 3.                 | 4.                 | 5.                 | 6.                 | 7.                 | 8.                 | 9.                 | 10.                | 11.                | 12.                | 13.                | 14.                | 15.                | 16.                | 17.                | 18.                | 19.                | 20.                |
| ------------------ | ------------------ | ------------------ | ------------------ | ------------------ | ------------------ | ------------------ | ------------------ | ------------------ | ------------------ | ------------------ | ------------------ | ------------------ | ------------------ | ------------------ | ------------------ | ------------------ | ------------------ | ------------------ |
| Damenturnier       | VR                 | VR                 | VR                 | VR                 | VR                 | VR                 |                    |                    | VF                 | VF                 |                    | HF                 |                    |                    |                    |                    |                    |                    |
| Herrenturnier      |                    |                    |                    |                    |                    |                    | VR                 | VR                 | VR                 | VR                 | VR                 |                    | QVF                | VF                 |                    | HF                 |                    |                    |
| Entscheidungen     | 0                  | 0                  | 0                  | 0                  | 0                  | 0                  | 0                  | 0                  | 0                  | 0                  | 0                  | 0                  | 0                  | 1                  | 1                  | 0                  | 1                  | 1                  |

## Austragungsorte
Als Austragungsorte für die Eishockeyspiele dienten das Nationale Hallenstadion Peking und das Wukesong-Hallenstadion (auch Cadillac Arena). Beide Stadien haben 18.000 Plätze und wurden für die Olympischen Sommerspiele 2008 errichtet. Die Cadillac Arena ist Heimarena der Kunlun Red Star, dem einzigen chinesischen Team in der russlandzentrierten Kontinentalen Hockey-Liga.
| \| Olympiagelände \|        |
| Austragungsort des Turniers |
| Olympiagelände              |

| Olympiagelände |

## Medaillenspiegel
| Platz | Land               | Gold | Silber | Bronze | Gesamt |
| ----- | ------------------ | ---- | ------ | ------ | ------ |
| 1     | Finnland           | 1    | –      | 1      | 2      |
| 2     | Kanada             | 1    | –      | –      | 1      |
| 3     | ROC                | –    | 1      | –      | 1      |
| 3     | Vereinigte Staaten | –    | 1      | –      | 1      |
| 5     | Slowakei           | –    | –      | 1      | 1      |